# Eleonor Telcs
Eleonor Maria Elisabeth Telcs, född 27 oktober 1978, är en svensk skådespelare och röstskådespelare.

## Filmografi
- 1990 - Fantastiske Max (röst som Max)
- 1992 - Tom & Jerry gör stan osäker (röst som Robyn)
- 1995 - Casper (röst som Kathleen)
- 1996 - Arthur (röst som Fransyska)
- 1998 - Rudolf med den röda mulen (röst till Zoey som barn)
- 2000 - Landet för länge sedan VII: Jakten på Himlastenen (röst som Cera)
- 2000 - Pokémon 2 - Ensam är stark (röst som Maren)
- 2001 - Pokémon 3 (röst som Lisa)
- 2001 - Landet för länge sedan VIII: När isen kom (röst som Cera)
- 2001 - Jimmy Neutron: Underbarnet (röst som Libby)
- 2007 - Landet för längesedan XIII: Visdomens vänner (röst som Cera)